# دانيال بيرل (مصور سينمائي)
دانيال بيرل (بالإنجليزية: Daniel Pearl)‏ هو مصور سينمائي أمريكي، ولد في 1951 في ذا برونكس في الولايات المتحدة.

## وصلات خارجية
- دانيال بيرل على موقع IMDb (الإنجليزية)
- دانيال بيرل على موقع ألو سيني (الفرنسية)
- دانيال بيرل على موقع ميوزك برينز (الإنجليزية)
- دانيال بيرل على موقع أول موفي (الإنجليزية)
- دانيال بيرل على موقع بوكس أوفيس موجو (الإنجليزية)
- دانيال بيرل على موقع قاعدة بيانات الأفلام السويدية (السويدية)
- دانيال بيرل على موقع قاعدة بيانات الفيلم (الإنجليزية)
- دانيال بيرل على موقع كينوبويسك (الروسية)